# ساربینووو (استان کویافسکو-پومورسکی)
ساربینووو (به لهستانی:  Sarbinowo) یک روستا در لهستان است که در گمینا ژنگن واقع شده‌است. ساربینووو ۵۴۰ نفر جمعیت دارد.